# Брагин (метеорит)
Брагин (на беларуски: Брагін) (Брагински метеоритен дъжд, Комарински, Крюки, Крюков, Минск, Рокицки) е каменно-железен метеорит от групата на паласитите, принадлежащ към основната химическа група PMG. Различни фрагменти от него са откривани и регистрирани от 1807 до 1968 г. Паднал е в Брагински район, Гомелска област на Беларус, в местност с координати 52°30′N, 30°20′E.

## История
Под названието Брагински метеорит се разбира цяла група от фрагменти, открити по различно време, но приблизително в една и съща област. Всички те имат абсолютно еднаква структура и състав и се различават само по тегло. Затова се смята, че тук някога е паднал мощен дъжд от паласити.
Това е вторият метеорит, намиран въобще в Русия, след Паласовото желязо. Времето на падането му не е уточнено, но има предположение, че това е станало през есента на 1091 г. и е описано в Лаврентиевата хроника. Първата находка вероятно е направена през 1807 г., но не по-късно от 1809 г. На пясъчните хълмове, сред блатата край село Капоренка в Беларус първоначално са намерени едновременно два екземпляра с общо тегло от около 80 кг. И двата са открити от хора от селото, на разстояние приблизително 200 м един от друг.
В края на миналия век в същия район, на около 15 км западно от първите две находки и на 2 – 3 км източно от село Круки, е намерен трети фрагмент с тегло 182 кг. В началото на 20 век, в близост до първите две находки, са намерени още два екземпляра. Единият, извлечен от земята при копаене на кладенец с дълбочина около метър, е загубен, а другият, с тегло 66,5 кг, е запазен и до днес в колекцията на Руската академия на науките. През 1927 г. са получени още две проби край село Колибан от същия регион с тегло 543 и 340 г. Десет години по-късно, на половин километър югоизточно от село Круки, при копаене ров на дълбочина 120 см, е открит най-големият фрагмент от всички намерени, с тегло 270 кг. На следващата година, на 2 км източно от село Капоренка, при копаене на глина на дълбочина 30 – 40 см, е открито друго парче с тегло 16 кг. Двата последни къса са се съхранявали в Института по геология на Беларуската академия на науките, но са унищожени по време на окупацията на Минск през Втората световна война. Германски войници взимат и брагинските проби, съхранявани в Киев. Последният от регистрираните фрагменти, с маса 12,391 кг е намерен през 1968 г. Открит е от една ученичка в края на малко блато и е предаден на Института по геология в Минск. През 2002 г. е открита единична маса от 227 кг на дълбочина 3 метра в северния край на брагинското поле. Днес голяма част от района е замърсена по време на Чернобилската катастрофа през 1986 г. и попада в зоната за периодичен контрол, така че търсенето на метеорити там не е безопасно.
Известният минералог и изследовател на метеорити Леонид Кулик съобщава, че през изминалия век в района са открити още няколко парчета от метеорита, които са унищожени или загубени и не са били регистрирани. Цялата площ, върху която са открити метеоритите, е с дължина около 30 км и ширина приблизително 15 км. Съпоставяйки разпространението на фрагментите от метеорита в посочената зона и техния размер, Кулик твърди, че движението на метеорита, причинило метеоритния дъжд, е било насочено от югоизток на северозапад. Досега в посочената зона не са предприети систематични търсения за многото други части от метеорита, които вероятно лежат плитко в почвения слой.

## Възраст
Изследванията на различни фрагменти от метеорита показват ударно или термично събитие на ранен етап от космическата история на този паласит. След извършените изчисления е установено, че последното интензивно термично събитие в космическата история на Брагин се е случило преди 4,26 – 4,20 милиарда години, а температурата на повторното нагряване на родителското тяло не се е повишавала над 500 °C, т.е. той е претърпял последваща космическа еволюция при леки условия.

## Структура
Структурата на метеорита е контурно-порфирна. Подобно на другите паласити от основната група, Брагин е съставен от желязо-никелова матрица с произволно разпръснати големи, кръгли, подобни на ядки и фрагментирани оливинови кристали, които образуват порфирната част. При наблюдение с електронен микроскоп се вижда, че контурите са съставени от камасит и тенит.
Особеностите на разделянето на минералите и тяхното пространствено разпределение водят до заключението, че веществото на метеорита Брагин се е образувало в резултат на флуидна метасоматична трансформация на първоначално хондритно вещество под въздействието на силно редуциращите втечнени газове H2, CO, CO2, H2S и други.

## Минерален състав
Предполага се, че общото тегло на метеорита, при навлизането му в атмосферата, е било 823 кг. Принадлежи към рядката група на паласитите. Това са каменно-железни метеорити, които съдържат голямо количество от силикатни включвания в никел-желязна матрица. В случая силикатите са представени от едри кристали оливин. Оливинът е около 37% от общото му тегло, а останалите са предимно желязо и никел, заедно с известни количества SiO2, FeO, MgO, MnO и P2O5. Паласитите обхващат по-малко от 2% от известните метеорити и се смята, че произхождат от границата между каменистата мантия и желязното ядро на диференцирани метеорити. Сред изследователите няма консенсус относно произхода на паласитите. По-разпространена е хипотезата, според която са се образували в резултат на топене и диференциация на първичната космическа материя в дълбините на родителските тела по време на формирането на ядрото и мантията в тях.
При микросондово изследване на полирана плоча от метеорита в Беларуския държавен университет са открити 15 минерала и алумосиликатно стъкло със сложен състав. Най-разпространеният минерал е оливин. Визуално той съставлява около 50% от площта на изследваната плоча. На второ място е никеловото желязо, което заема около 45%. Според анализа след изследване с микросонда, около 35% от минералния състав са заети от камасит и 10% от тенит. Съвкупността от оливин, камасит и тенит съставлява 95% от минералите в изследвания фрагмент. Останалите 5% съдържат малки количества от хромит, графит, макинауит, вюстит, силикатно стъкло, лавренсит, калиево-натриев фелдшпат, хаксонит, хийзлвудит, панетит и други. Открити са и кристали на станфилдит с повишена концентрация на уран.
На някои места в метеорита оливинът съдържа метасоматични включвания от графит, който замества значителен обем от този силикат. Формата на графитните частици е неправилна, с множество праволинейни ограничения и говори за проникването през пукнатини на графитообразуващи течности – газови флуиди, съдържащи CO и CO2. Присъстващите в оливина минералообразуващи химични елементи Mg, Fe и Si са изнесени от течните стопилки на FeO, получени при молекулярното му разлагане под въздействието на високите температури на графитообразуващите флуиди. Получената стопилка от вюстит довежда до отстраняване от разлагащия се оливин на молекулите на периклаза и тридимита.
Камаситът, тенитът и кохенитът са широко развити в най-пропускливите области на контурната структура, а оливинът тук е нестабилен и се разлага, за да образува стопилка от FeO и молекули от MgO и SiO2.
Металната фаза, съставяща участъците на огънатата структура на метеорита, предполага силно редуцираща среда, създадена от по-активна миграция на дълбоко разположените редуциращи течности H2, CO, H2S.